# Mustafa Sabri
Pour les articles homonymes, voir Sabri.
 (octobre 2022).
La mise en forme du texte ne suit pas les recommandations de Wikipédia : il faut le « wikifier ».
Les points d'amélioration suivants sont les cas les plus fréquents. Le détail des points à revoir est peut-être précisé sur la page de discussion.
- Les titres sont pré-formatés par le logiciel. Ils ne sont ni en capitales, ni en gras.
- Le texte ne doit pas être écrit en capitales (les noms de famille non plus), ni en gras, ni en italique, ni en « petit »…
- Le gras n'est utilisé que pour surligner le titre de l'article dans l'introduction, une seule fois.
- L'italique est rarement utilisé : mots en langue étrangère, titres d'œuvres, noms de bateaux, etc.
- Les citations ne sont pas en italique mais en corps de texte normal. Elles sont entourées par des guillemets français : « et ».
- Les listes à puces sont à éviter, des paragraphes rédigés étant largement préférés. Les tableaux sont à réserver à la présentation de données structurées (résultats, etc.).
- Les appels de note de bas de page (petits chiffres en exposant, introduits par l'outil «  Source ») sont à placer entre la fin de phrase et le point final[comme ça].
- Les liens internes (vers d'autres articles de Wikipédia) sont à choisir avec parcimonie. Créez des liens vers des articles approfondissant le sujet. Les termes génériques sans rapport avec le sujet sont à éviter, ainsi que les répétitions de liens vers un même terme.
- Les liens externes sont à placer uniquement dans une section « Liens externes », à la fin de l'article. Ces liens sont à choisir avec parcimonie suivant les règles définies. Si un lien sert de source à l'article, son insertion dans le texte est à faire par les notes de bas de page.
- La présentation des références doit suivre les conventions bibliographiques. Il est recommandé d'utiliser les modèles {{Ouvrage}}, {{Chapitre}}, {{Article}}, {{Lien web}} et/ou {{Bibliographie}}. Le mode d'édition visuel peut mettre en forme automatiquement les références.
- Insérer une infobox (cadre d'informations à droite) n'est pas obligatoire pour parachever la mise en page.

Pour une aide détaillée, merci de consulter Aide:Wikification.
Si vous pensez que ces points ont été résolus, vous pouvez retirer ce bandeau et améliorer la mise en forme d'un autre article.
Mustafa Sabri Effendi (en turc ottoman : مصطفى صبرى أفندى ; 1869-1954) est l’avant-dernier Cheikh al-Islam de l'Empire ottoman. Il est connu pour ses opinions condamnant le mouvement nationaliste turc de Mustafa Kemal Atatürk. En raison de son opposition à Atatürk, il vit la moitié de sa vie en exil dans divers pays, et meurt en Égypte.

## Biographie
Son père était Ahmed Efendi. Il est né à Tokat en 1869. Il a commencé ses études dans sa ville natale et a rapidement mémorisé le Coran. Il a poursuivi ses études à Kayseri et à Constantinople, où il a étudié avec Ahmed Asim Efendi et a reçu son certificat de compétence. Il a épousé la fille de son maître Asım Efendi. Il réussit l'examen Rüus-ı Tedris et devient enseignant à la mosquée Fatih.
De 1898 à 1914, il suit les cours de Huzur (conférences et discussions données par les oulémas en présence du sultan). Entre 1900 et 1904, il était le bibliothécaire du sultan Abdulhamid II.
Après le rétablissement de la Constitution en juillet 1908, il entre au Parlement en tant que représentant de Tokat. De 1908 à 1912, il est rédacteur en chef de la revue Beyanü'l-Hak (l'Exposition de la vérité), une revue intellectuelle publiée par la Cemiyet-i İlmiye (Association des érudits religieux). Bien qu'il ait remercié le CUP (Comité l'Union et Progrès) et l'armée dans un article du premier numéro de Beyanü'l-Hak pour avoir mis fin au régime hamidien, peu de temps après, il a rejoint l'opposition au parti.
Il est devenu membre fondateur du parti Ahali (Peuple) en 1910 et du parti Hürriyet ve İtilaf (Entente libérale) en 1911. En 1912, il participe à la fondation d'une autre organisation politique, la Cemiyet-i İttihad-ı İslamiye (Association de l'Union islamique).
En janvier 1913, après le coup d'État de Bâb-ı Âli, il s'enfuit en Égypte puis se rend en Roumanie, où il gagne sa vie en enseignant le turc. Après l'occupation de la Roumanie par les troupes ottomanes pendant la Première Guerre mondiale, il est arrêté et envoyé en Turquie, où il est emprisonné à Bilecik. Il fut exilé un temps à Bursa. Après la fin de la guerre, il entre à nouveau en politique et rejoint Darü'l-Hikmet-i İslamiye (Université islamique).
Il est devenu le shaykh al-Islām, mais il a démissionné de ce poste. En 1919, il est nommé cheikh al-Islam dans le cabinet de Damad Ferid Pacha. Sabri a été Grand Vizir par intérim pendant l'absence de Damad Ferid Pacha alors qu'il assistait à la Conférence de paix de Paris, et il a été nommé au sénat après la chute du cabinet de Ferid Pacha. Il est devenu le premier président de la Cemiyet-i Müderrisin (Société des érudits islamiques), qui est devenue plus tard la Teali-i İslam Cemiyeti (Société pour l'élévation de l'islam).
En 1920, Mustafa Sabri a de nouveau été nommé cheikh al-Islam pendant le deuxième gouvernement de Damad Ferid.
En 1922, il fuit à nouveau la Turquie pour échapper à l'arrestation par les nationalistes lorsque son nom apparaît sur une liste de 150 dissidents politiques. Il se rend une seconde fois en Roumanie où il publie la revue Yarın (Demain).
Sabri se rend d'abord en Roumanie puis en Grèce, où il publie un journal antikémaliste dans lequel il attaque violemment le nouveau régime turc et son fondateur, Kemal Atatürk (1881-1938). Il se rend ensuite au Hedjaz, avant de s'installer en Égypte, où il poursuit ses activités intellectuelles.
Au début des années 1930, il se rend en Égypte, où il reste jusqu'à sa mort le 12 mars 1954,.

## Œuvres
En tant qu'érudit conservateur, il a produit un certain nombre d'œuvres. Dans ses écrits, il s'oppose à la fois à la laïcité occidentale et au modernisme/réformisme islamique, qui est affecté par l'occidentalisation. Il proposa un programme d'islamisation avant et après la chute de l'Empire ottoman. Il est resté dans le contexte de la théologie traditionnelle Ash'arite - Maturidite et du système de madrasa ottomane. En Égypte, il a écrit plusieurs livres en arabe en réponse à des penseurs modernistes tels que Muhammad Farid Wajdi et 'Abbas Mahmud al-'Aqqad ainsi que Jamal al-Din al-Afghani, Muhammad 'Abduh et Muhammad Mustafa al -Maraghi.
Il a également critiqué les opinions de certains intellectuels égyptiens tels que : Qasim Amin, Zaki Mubarak, Zaki Naguib Mahmoud, Muhammed Hussein Heikal, Taha Hussein et 'Ali 'Abdel Raziq, qui sont restés sous l'influence de l'occidentalisation et ont interprété la religion islamique selon la pensée et les valeurs occidentales.
Il a répondu aux allégations de l'historien arabe Muhammad 'Abdullah 'Inan contre les Turcs ottomans et a réfuté ses thèses. Il a insisté sur le fait que l'islam n'était pas en conflit avec la science et que c'était une obligation religieuse de couvrir les femmes selon certaines conditions.
L'une des personnes avec lesquelles il a débattu sur les questions religieuses était Mahmud Shaltut, qui a pris ses fonctions à divers niveaux et s'est fait connaître grâce à ses pensées réformistes. Il s'est opposé à la fatwa de Shaltut qui a utilisé la thèse selon laquelle il n'y a pas d'expression ouverte dans le Coran et dans les Hadith qui soutiennent l'ascension et la descente du Prophète Isa de manière à former la base de la foi et la personne qui a rejeté cette croyance ne serait pas en difficulté sur le plan de la foi. Il a critiqué Shaltut et il a donné des réponses à ses affirmations et aux preuves qu'il a utilisées.
Mustafa Sabri a critiqué la pensée de Musa Bigiev et l'a appelé le " Luther de l'Islam". Il a également critiqué certains poètes comme Jamil Sidqi al-Zahawi et Ahmad Shawqi.
Après l'abolition du Sultanat et la position de shaykh al-Islām en 1922, publia son Al-Nakir 'ala Munkiri al-Ni'ma min al-Din wa-al- Khilafa wa-al- Umma (en arabe : النكير على منكري النعمة من الدين والخلافة والأمة) Achevé avant que la décision d'abolition ne soit prise, le livre de Sabri évoque très brièvement le sort du califat en conclusion de son ouvrage, uniquement comme preuve supplémentaire des arguments déjà avancés dans le livre. Ce travail est une forte attaque contre les kémalistes et leur vision évolutive de la Turquie post-ottomane.
Sabri présente les kémalistes comme des décadents, des chauvins turcs complices des Britanniques contre l'islam et le califat, et Kemal Atatürk comme un juif caché. Bien que le califat ne soit pas l'objectif principal du livre, Sabri défend le dernier sultan/calife et décrit la séparation du gouvernement turc du califat comme une étape préméditée de la part des kémalistes pour établir un gouvernement non islamique en Turquie.
Dans le Mas'alat Tarjamat al-Qur'an (en arabe : مسألة ترجمة القرآن ' La question de la traduction du Coran ' ), Mustafa Sabri aborde la question de l'utilisation de la traduction des versets coraniques dans les prières rituelles. Le livre est une réponse directe à la tentative d'Atatürk de faire exécuter toutes les prières en turc moderne plutôt que dans leur forme originale en arabe.
Son Magnum Opus Magnum à quatre volumes Mawqif al-'aql wa-al-'ilm wa-al-'alim min rabb al-'alamin wa-'ibadihi al-mursalin  (en arabe : موقف العقل والعلم والعالم من رب العالمين وعباده المرسلين ' La position de la raison, de la connaissance et du savant par rapport au Seigneur des mondes et à ses serviteurs divinement envoyés ' ) est consacré à une analyse détaillée et à la critique de nombreuses questions du modernisme islamique du XXe siècle .